# Belizische Basketballnationalmannschaft
Die belizische Basketballnationalmannschaft der Herren vertritt Belize bei Basketball-Länderspielen. Der belizische Verband trat erst 1973 der FIBA bei und die erste nennenswerte Teilnahme einer Herrennationalmannschaft an einem internationalen Turnier war die Ausrichtung einer CARICOM-Meisterschaft 1998 mit drei anderen anglophonen karibischen Nationalmannschaften, die Belize als Gastgeber gewinnen konnte. Nach der Teilnahme an der Zentralamerikameisterschaft 1999 nahm man an den Meisterschaften der hispanophonen zentralamerikanischen Festlandszone des Kontinentalverbands FIBA Amerika teil und konnte sich 2010 ein zweites Mal für die Zentralamerikameisterschaft (i. e. S. die Meisterschaft Mittelamerikas) qualifizieren. Eine Qualifikation für eine kontinentale oder gar globale Endrunde gelang bislang nicht.
Zu den bekannteren Nationalspielern Belizes zählen die allesamt im kalifornischen Los Angeles geborenen, ehemaligen NBA-Profis Marlon Garnett, Milt Palacio und Noel Felix.

## Abschneiden bei internationalen Wettbewerben
| noch nie qualifiziert |  | noch nie qualifiziert |

### Zentralamerikanische Meisterschaften
| - 1965 bis 1971 – nicht teilgenommen - 1973 bis 1997 – nicht qualifiziert - 1999 – 7. Platz von 8 Teilnehmern - 2001 bis 2008 – nicht qualifiziert - 2010 – 7. Platz von 10 Teilnehmern - 2012 – nicht qualifiziert |